# Ајас
Ајас (итал. Ayas) је насеље у Италији у округу Долина Аосте, региону Долина Аосте. 
Према процени из 2011. у насељу је живело 1268 становника. Насеље се налази на надморској висини од 1708 м.

## Становништво
Према резултатима пописа становништва 2011. у општини је живело 1.359 становника.
| 1931. | 1936. | 1951. | 1961. | 1971. | 1981. | 1991. | 2001. | 2011. |
| ----- | ----- | ----- | ----- | ----- | ----- | ----- | ----- | ----- |
| 1.392 | 1.291 | 1.153 | 1.139 | 1.177 | 1.230 | 1.266 | 1.268 | 1.359 |